# Suberonitril
Suberonitril ist eine organisch-chemische Verbindung aus der Stoffgruppe der Nitrile.

## Gewinnung und Darstellung
Suberonitril wird kommerziell meist aus Korksäure und Ammoniak bei erhöhten Temperaturen und in Gegenwart eines Trockenmittels (z. B. Phosphorpentoxid) gewonnen.

## Eigenschaften

### Physikalische Eigenschaften
Korksäuredinitril hat eine relative Gasdichte von 4,7 (Dichteverhältnis zu trockener Luft bei gleicher Temperatur und gleichem Druck).

### Chemische Eigenschaften
Suberonitril ist eine brennbare, jedoch schwer entzündbare Flüssigkeit aus der Stoffgruppe der Nitrile. Die schwer flüchtige Verbindung ist schwer löslich in Wasser. Eine Lösung der Konzentration 10 g/l besitzt bei 20 °C einen pH-Wert von 8,4–8,8.

## Verwendung
Suberonitril findet aufgrund seiner Bifunktionalität als Nitril Anwendung, insbesondere bei der Herstellung von Pflanzenschutzmitteln (zum Beispiel über das Zwischenprodukt 1,8-Diaminooctan).

## Sicherheitshinweise
Die Hauptaufnahmewege von Suberonitril beschränken sich hauptsächlich auf die Atemwege und die Haut. Bei Aufnahme oder Verschlucken kann es akut zu (auch neurologischen) Herz-Kreislauf-Störungen kommen. Oft treten dabei Hypoxie oder Atemfunktionsstörungen auf. Bei direkten Kontakt mit der reinen Flüssigkeit sind leichte Augenreizungen bei geringer bis fehlender Hautreizung möglich. Chronisch und bei wiederholtem Kontakt sind Hautirritationen möglich. Ansonsten sind keine ausreichenden Angaben für den Menschen vorhanden. Zur Reproduktionstoxizität, Kanzerogenität sowie Mutagenität sind ebenfalls keine substanzspezifischen Informationen vorhanden. Suberonitril weist eine untere Explosionsgrenze (UEG) von ca. 8,5 Vol.-% und eine obere Explosionsgrenze (OEG) von ca. 29 Vol.-% auf. Die Zündtemperatur beträgt ca. 460 °C. Der Stoff fällt somit in die Temperaturklasse T1 und in die Explosionsgruppe IIA. Mit einem Flammpunkt von 110 °C gilt Suberonitril als schwer entflammbar.